# Georges Albertini
Georges Albertini (Chalon-sur-Saône, 13 maggio 1911 – Parigi, 30 marzo 1983) è stato un politico francese.

## Gli esordi nella SFIO
Di origini corse, effettua studi magistrali e ottiene il diploma alla École normale supérieure de Saint-Cloud che dava l'abilitazione all'insegnamento presso le Écoles normales d'instituteurs, istituti scolastici equivalenti alle magistrali in Italia. A quell'epoca aderisce agli Etudiants socialistes e conosce Marcel Déat. Professore di storia e geografia alle magistrali e, in seguito, di liceo. Iscritto alla Sezione Francese dell'Internazionale Operaia (SFIO) e della federazione dell'insegnamento della CGT alcuni incarichi a livello locale nel dipartimento della Saona e Loira. Pubblicista, nel 1938 aderì alla corrente pacifista del partito e a proposito degli Accordi di Monaco, che ebbero la sua approvazione incondizionata, entrò in conflitto con Pierre Brossolette, in seguito capo della resistenza.

## Il collaborazionismo
Dal gennaio 1941 all'agosto 1944 fu il braccio destro di Marcel Déat, presidente e fondatore del Rassemblement National Populaire (RNP), cui divenne in un primo momento segretario amministrativo e, infine, segretario generale. Questo partito, che si richiamava a un sedicente "socialismo nazionale" con venature antisemite, fu collaborazionista della Germania nazista durante l'occupazione della Francia. Albertini fu anche direttore di gabinetto di Déat allorché questi fu ministro del Lavoro e della solidarietà nazionale (marzo-agosto 1944). Nei suoi scritti, si distinse per il suo zelo di persecutore della resistenza e per il suo violento anticomunismo e antisemitismo. Con Déat creò nel 1942 il "Cercle européen", che si definiva centro di collaborazione economica europea, cui aderirono fascisti mussoliniani di primo livello come Hubert de Lagardelle, allora ministro del lavoro.
Nel 1944, insieme a Déat, Pierre Nicolle e le redazioni delle pubblicazioni Petit Parisien e Je suis partout (con, fra gli altri, Pierre Drieu La Rochelle), da lui controllate, mosse ripetute pressioni sui tedeschi per lo spostamento della sede del governo in località prossime al confine franco-tedesco. Fece poco dopo rumore anche una sua lettre aux autorités allemandes in cui richiedeva la esemplare punizione degli assassini di Philippe Henriot. Coltivò due avversioni indissociabili, riassunte nel titolo di uno dei suoi editoriali al National populaire (giugno 1942): Il comunismo, impresa ebrea.

## Dopo la Liberazione
Fu arrestato il 25 settembre 1944 per la sua attività collaborazionista e rinviato a giudizio per intelligenza col nemico. La sua prima moglie Maximilienne, non implicata nella sua attività politica, fu arrestata e forse torturata, e il loro unico figlio Claude di appena diciotto mesi, messo in affidamento, morì probabilmente per mancanza di cure. Nel corso del processo che lo vide sul banco degli imputati nel dicembre 1944, sostenne che non aveva fatto altro che seguire la via tracciata da Philippe Pétain e che non aveva commesso che un errore di giudizio, di certo infinitamente grave, ritenendo certo che la Germania avrebbe vinto la guerra. Fu condannato dalla Corte di giustizia a cinque anni di lavori forzati da scontare presso il penitenziario di Poissy, a cinque anni di soggiorno obbligato, alla indegnità nazionale ed alla confisca dei beni. Nonostante fosse stato giudicato colpevole di alleanza con il nemico, a differenza di alcune personalità del collaborazionismo meno note di lui evitò la condanna a morte e gli fu inflitta una pena assai mite. Furono decisive le circostanze attenuanti, e soprattutto le testimonianze a suo favore. In tutto, scontò solo tre anni e mezzo dei cinque che gli furono inflitti. Scarcerato nel marzo 1948, il resto della pena gli fu amnistiato dal presidente della Repubblica Vincent Auriol nel 1951. Nel marzo 1948, grazie alla buona condotta fu scarcerato.

## Il dopoguerra
Una volta in libertà, divenne dirigente della banca di Hippolyte Worms, conosciuto durante la detenzione preventiva al Centre pénitentiaire de Fresnes nel autunno del 1944. La rete di amicizie e di interessi annodati prima, durante e dopo la guerra permise ad Albertini non solamente di vivere nell'agiatezza, ma anche di esercitare per lungo tempo la sua influenza. Grazie agli aiuti materiali degli USA e del GIM, l'associazione degli industriali metallurgici della regione parigina, e avvalendosi della collaborazione di ex esponenti del RNP, nel dicembre 1951 fondò il Centre d'archives et de documentation politique, un think thank incentrato sulla lotta contro il comunismo. Risale a quel periodo il sodalizio con Boris Souvarine, promotore dell'Institut d'histoire sociale. Da questa collaborazione nacque il bimestrale Bullettin d'études et d'informations de politique internationale (BEIPI), divenuto in seguito Est & Ouest. Rapidamente, l'attività del centro si estese dall'America del Sud (nel 1961 venne creata la rivista Este y Oeste), all'Italia (con Documenti sul comunismo) e a molti Paesi dell'Africa.
La sua attività si incentrava essenzialmente nella propaganda anticomunista, e grazie alle sue relazioni si guadagnò la fiducia di esponenti di primo piano della politica e dell'alta amministrazione della IV e della V Repubblica. Nella sua crociata contro il comunismo, Albertini si avvalse di quel misto di paura e cecità che regnavano durante la guerra fredda, paura della minaccia sovietica, da una parte, cecità nel non vedere gli orrori del sistema staliniano, dall'altra. Con il sostegno, soprattutto finanziario, di alcuni industriali, e grazie all'ascolto che trovò fra le diverse sensibilità anticomuniste, riuscì abilmente a tessere la sua tela. La sua tecnica poliziesca consistente nella raccolta di informazioni, la sua propensione a smascherare retroscena o a denunciare ipotetici nemici interni (ad esempio, Le Monde fu da lui additato negli anni cinquanta come un agente del Cremlino!) si addicevano al clima dell'epoca. Numerosi esponenti politici di primissimo piano non esitarono a sollecitare le sue analisi e i suoi consigli. Fra questi, Jacques Baumel, Jacques Chirac, Edgar Faure, Roger Frey, Raymond Marcellin, Guy Mollet, René Pleven e, sia pure fra mille cautele, François Mitterrand. Nutrì un'avversione viscerale nei confronti Pierre Mendès France, che tuttavia era l'antitesi di un filocomunista.
A partire dal 1958 sposò le idee golliste, e dal 1969 divenne consigliere di Pierre Juillet e di Marie-France Garaud, due collaboratori influenti di Georges Pompidou e, fino al 1979, di Jacques Chirac.
Tra le personalità che hanno collaborato con il Centre d'Archives di Albertini figurano Patrick Devedjian, Gérard Longuet, Alain Madelin ed Hervé Novelli, futuri ministri sotto le presidenze Mitterrand (nei governi di coabitazione Chirac e Balladur), Chirac e Sarkozy.

## Il rapporto con l'Italia
Albertini considerava l'Italia come la sua seconda base di lavoro. Nel corso dei suoi frequenti soggiorni nella Penisola, ebbe ripetuti incontri con alti esponenti del MSI come Giorgio Almirante e Filippo Anfuso. Frequentò anche esponenti della DC, del PLI e del PSDI. Il suo referente in Italia era Federico Umberto D'Amato. Tra le sue relazioni spiccavano i generali dei Carabinieri Giovanni De Lorenzo, Giovanni Allavena ed Egisto Viggiani, nonché il capo della polizia Angelo Vicari. Nel 1967 promosse la creazione del mensile Documenti sul comunismo diretto da Emilio Cavaterra (1925-2014), la versione italiana di Est & Ouest, che cesserà le pubblicazioni nel 1975.
Nei suoi scritti del 1979 sulla situazione italiana, Albertini si rivela molto lucido nel descrivere quel processo di disgregazione dello Stato, provocato soprattutto dal prevalere della partitocrazia, che avrebbe avuto la sua acme agli inizi degli anni novanta. Giudizio che, tuttavia, risente di un vizio di fondo, a causa della sua insistenza nell'attribuire al Partito Comunista Italiano una politica di ostruzionismo sistematico che, secondo altre fonti non certo sospette di filocomunismo, in realtà non ci sarebbe mai stato.
Nonostante si professasse ateo, ebbe un rapporto diretto e continuativo con il Vaticano, in particolare con il decano del Sacro Collegio Eugène Tisserant.